# Сибелиус, Кэтлин
Кэтлин Сибелиус (англ. Kathleen Sebelius; урождённая Джиллиан, англ. Gilligan; род. 15 мая 1948 года) — американский политик, с 2009 по 2014 год 21-й министр здравоохранения и социальных служб США. До этого дважды избиралась на пост губернатора Канзаса, с 2003 по 2009 год, став второй женщиной в истории на этом посту. В 2008 году выступала с речью от демократов при обращении президента к Конгрессу. Является почётным членом Ассоциации губернаторов-демократов.

## Детство и семья
Сибелиус, урождённая Кэтлин Джиллиан, родилась и выросла в католической семье в Цинциннати, штат Огайо. Она посещала саммит дневных школ округа в Цинциннати и окончила Вашингтонский университет Троицы в со степенью бакалавра в политология. Позже она получила степень магистра государственного управления в Канзасском университете. Она переехала в Канзас в 1974 году, где работала в течение восьми лет в качестве представителя Законодательного органа Канзаса и восемь лет как комиссар по страховым вопросам до избрания губернатором.
Сибелиус является дочерью бывшего губернатора-демократа Огайо Джона Джиллиана и, таким образом, первой в паре отец-дочь губернатором в США после своего избрания. После прохождения универсального законодательства о заботе здоровья в палате представителей, она отметила другую связь отец-дочь: её отец был в палате представителей, когда закон о бесплатной медицинской помощи был принят в 1965 году.
Её муж Гари Сибелиус является федеральным чиновником суда и сыном бывшего представителя Палаты представителей США Кита Сибелиуса, от Республиканской партии. Они имеют двое сыновей. Она также посещает места своего детства и дом для отдыха, расположенный в Леланд, Мичиган, к северу от Трейверс-Сити, Мичиган. Фанатка джаза, Сибелиус с 2009 года имеет 30-летнюю непрерывную полосу ежегодно посещающих фестиваль Jazz Fest в Новом Орлеане.

## Ранняя политическая карьера
Сибелиус занимала должность исполнительного директора и главного лоббиста Канзасской ассоциации судебных юристов (теперь Канзасская ассоциация правосудия) с 1977—1986 года. Она впервые была избрана в Канзасскую палату представителей в 1986 году. В 1994 году она покинула Палату представителей, чтобы баллотироваться на должность Комиссара по вопросам страхования и ошеломила политические прогнозы, выиграв — впервые демократ выиграл более чем за 10 лет. Она отказалась в принятии вклады компаний из страховой отрасли и заблокировала предлагаемое слияние компаний «Blue Cross Blue Shield Association», крупнейшего государственного медицинского страхования с индианской компанией. Решение Сибелиус ознаменовало, что первый раз корпорация отказала в попытках приобретения.

## Губернаторство
Сибелиус была впервые избрана губернатором штата Канзас в 2002 году, переизбрана в 2006 году.

### Выборы 2002 года и первый срок
Сибелиус победила республиканца Тима Шлимбергера на выборах 2002 года с результатом 53 % против 45 %. После победы на выборах Сибелиус вошла в 20 самых популярных губернаторов страны.